# 欧特雷什
欧特雷什（法語：Autrêches，法語發音：[otʁɛʃ]）是法国瓦兹省的一个市镇，属于贡比涅区。

## 地理
欧特雷什（49°26'25"N, 3°8'19"E）面积13.03 平方千米，位于法国上法蘭西大區瓦兹省，该省份为法国北部内陆省份，北起索姆省，西接厄尔省和滨海塞纳省，南至塞纳-马恩省和瓦兹河谷省，东临埃纳省。
与欧特雷什接壤的市镇（或旧市镇、城区）包括：欧迪尼库尔、莫尔桑、努夫龙-万格雷、圣克里斯托夫-阿贝里、瓦桑、穆兰苏图旺、楠塞勒、圣皮埃尔莱比特里。

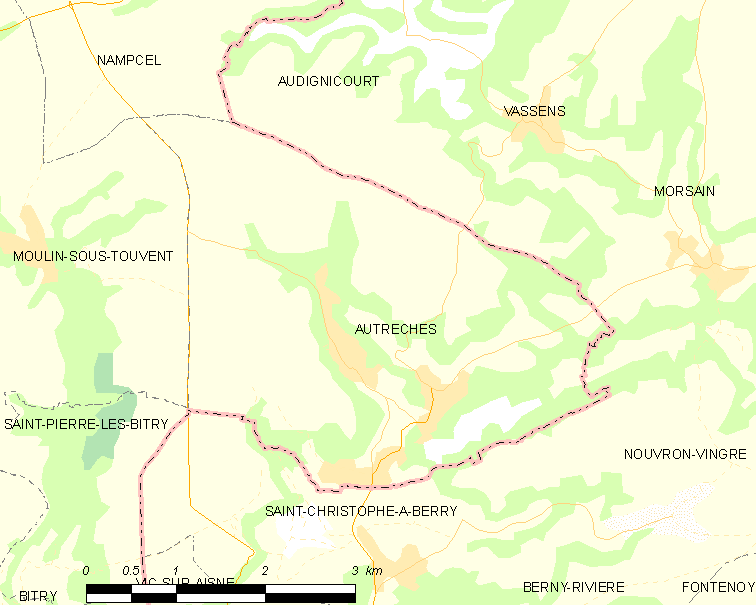
欧特雷什的OSM定位图

欧特雷什的时区为UTC+01:00、UTC+02:00（夏令时）。

## 行政
欧特雷什的邮政编码为60350，INSEE市镇编码为60032。

## 政治
欧特雷什所属的省级选区为贡比涅第一县。

## 人口

1962-2008年间欧特雷什人口变化图示

欧特雷什于2022年1月1日时的人口数量为725人。